# Wolfskehl’scher Park
Der Wolfskehl’sche Park ist eine kleine Parkanlage in Darmstadt, gelegen auf dem Galgenberg im Stadtteil Bessungen.
Der Architekt Gustav Jacobi baute 1895/96 eine Gründerzeitvilla für die Familie Wolfskehl, nach der der heutige Park benannt ist. Die Villa wurde im Zweiten Weltkrieg zerstört. Nur das im Biedermeierstil errichtete Teehäuschen auf der Nordseite des Anwesens überstand den Krieg. Der Park zwischen Innenstadt und Stadtrand ist eine terrassenartige Anlage mit altem Baumbestand, Bänken, Wegen, einer Kopie der Skulptur Darmstadtia, einem Spielplatz und einem Waldorfkindergarten. Am Westhang des Parks befindet sich eine kleine Rodelbahn. Der Park gelangte in den 1950er-Jahren in städtischen Besitz.

## Sonstiges
Auf dem Berg standen früher Weinreben. Es gab Pläne, einen Erholungspark mit Trinkpavillon mit Ausgabe der bekanntesten deutschen Heilwässer anzulegen. Es gab auch den Plan, eine Freilichtbühne in Form eines Amphitheaters zu bauen. Auch ein Altersheim und ein kleines Vivarium waren angedacht. Diese Pläne wurden nicht verwirklicht.

## Impressionen vom Wolfskehl’schen Park

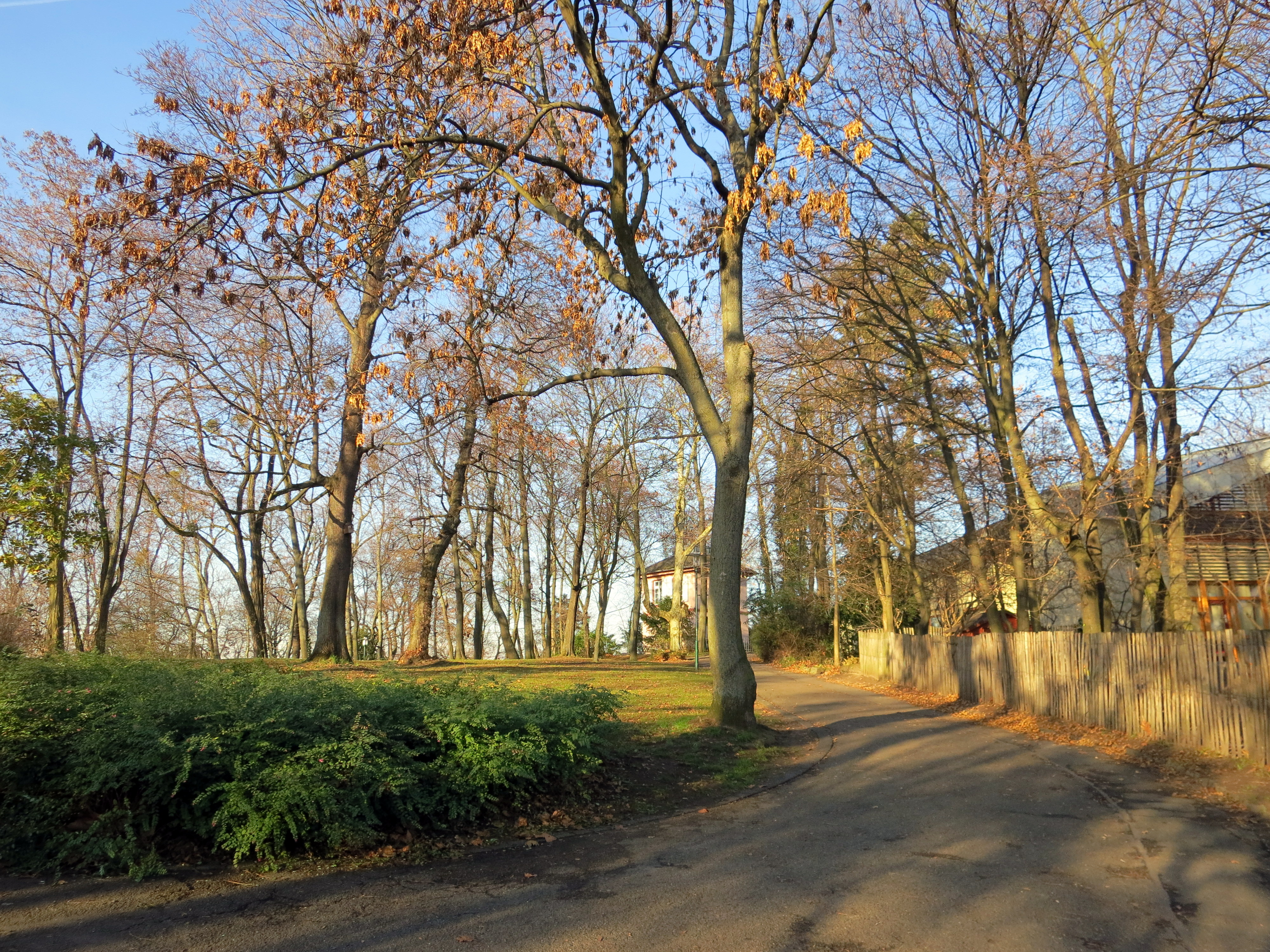
Parkanlage im Winter 2013
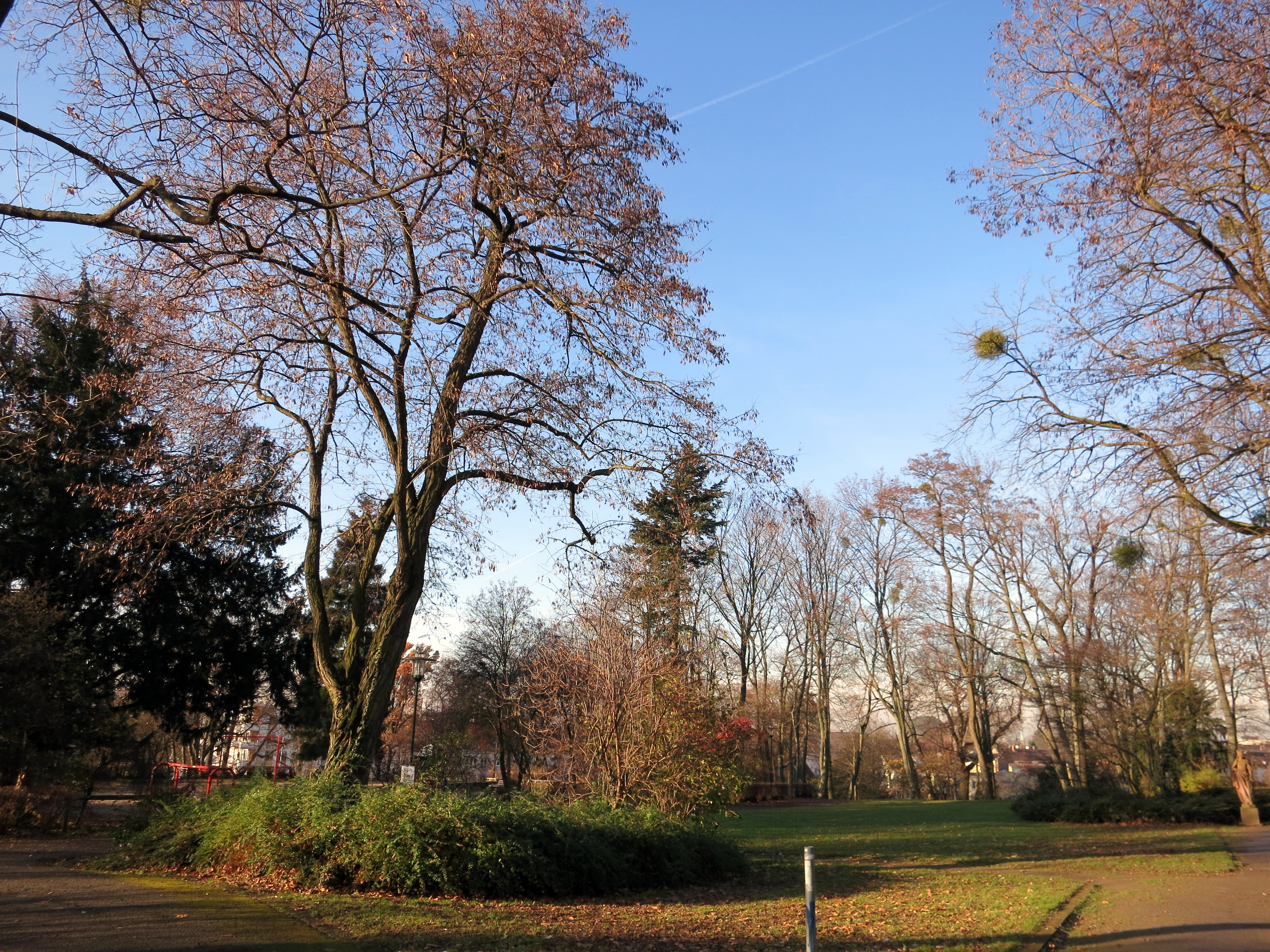
Parkanlage im Winter 2013
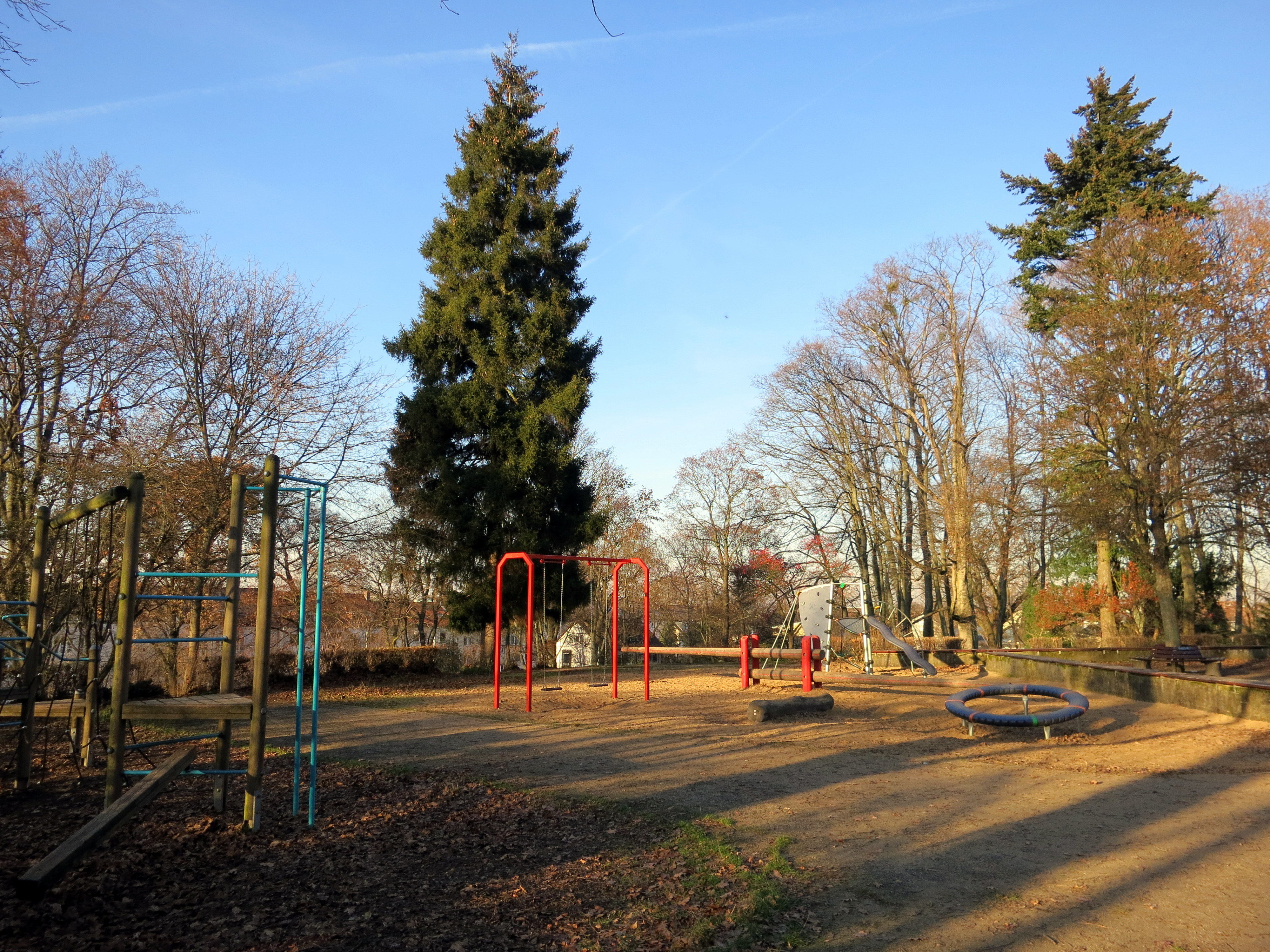
Spielplatz (2013)
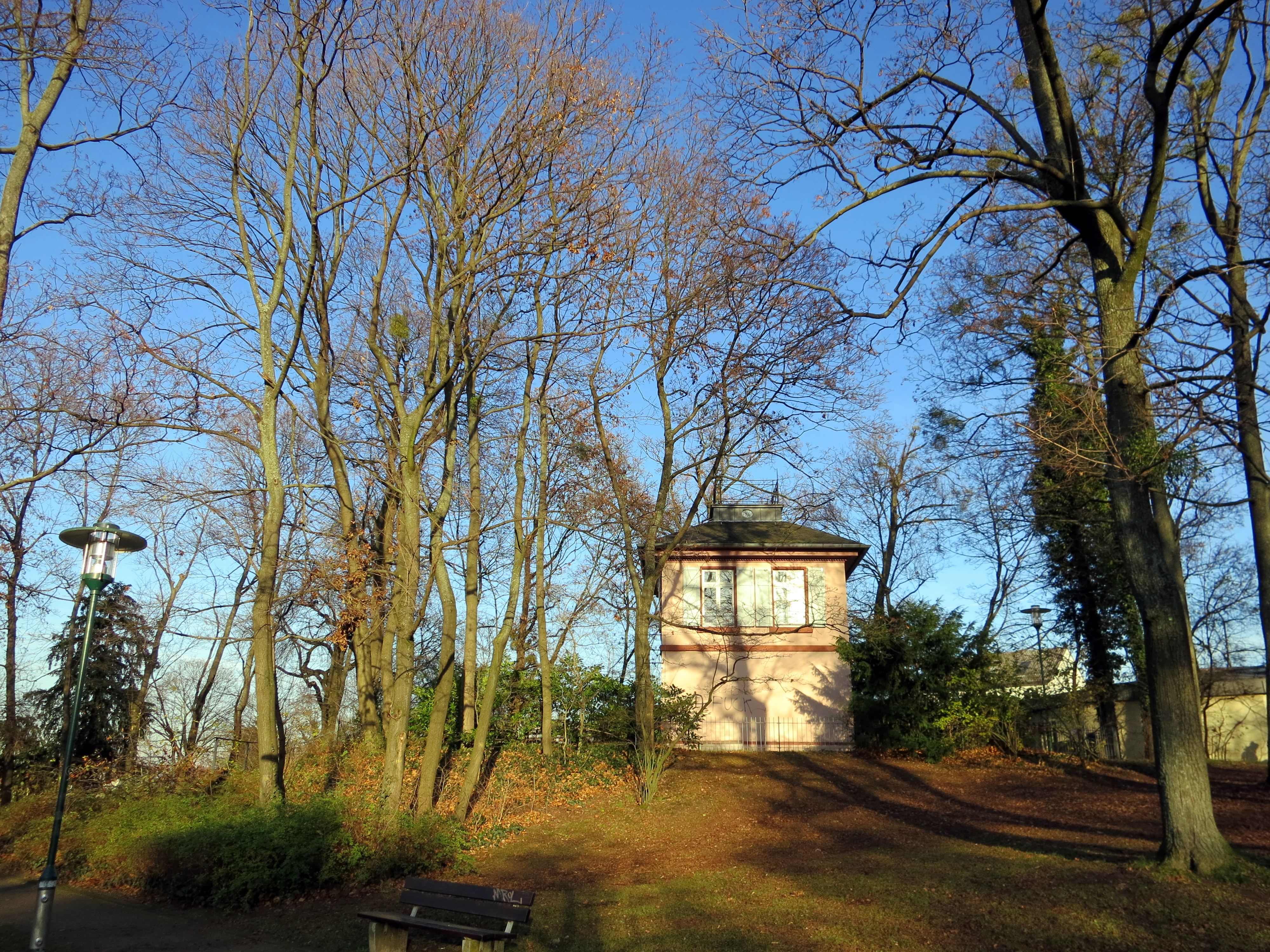
Teehäuschen (2013)
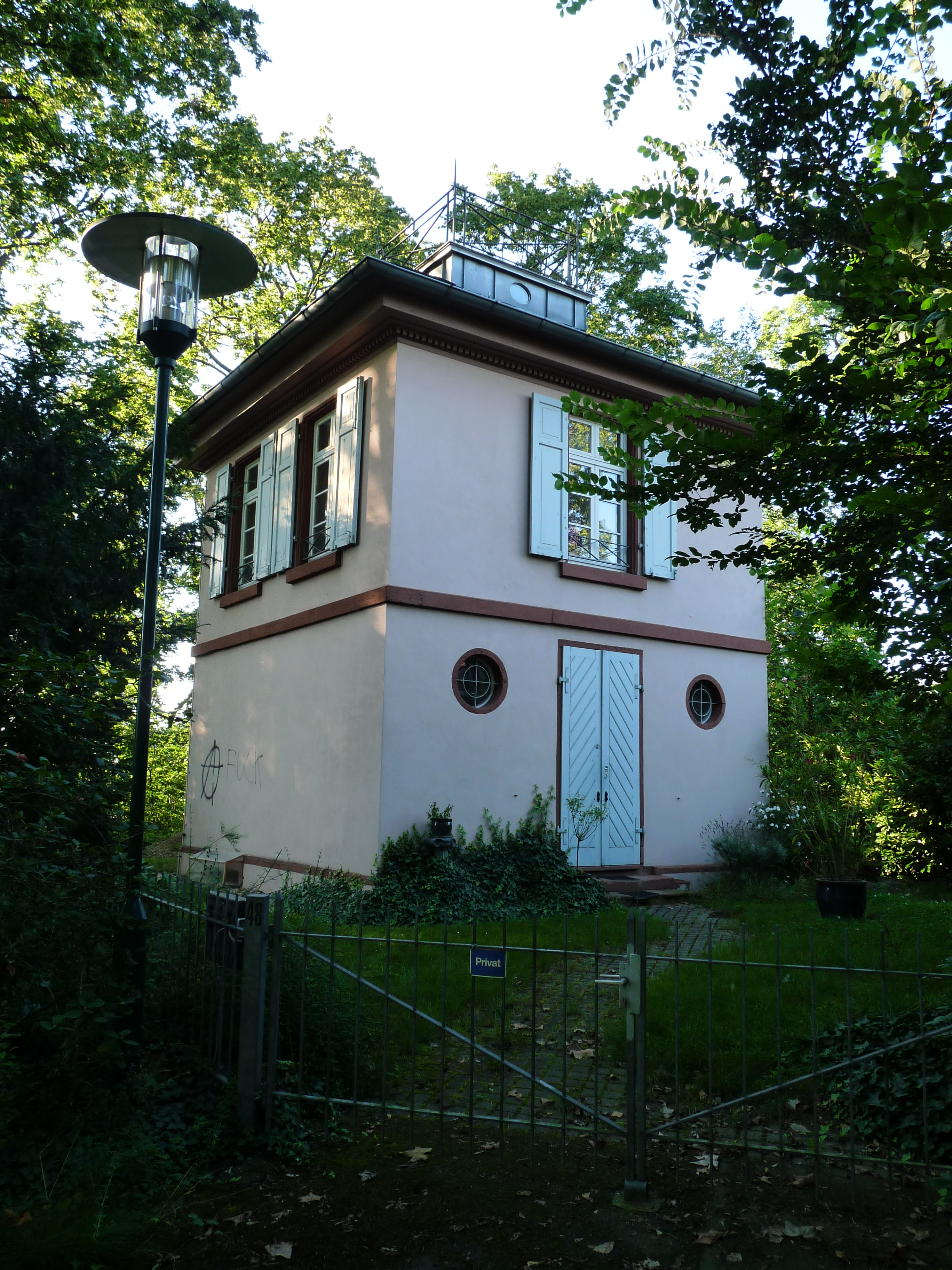
Teehäuschen (2016)
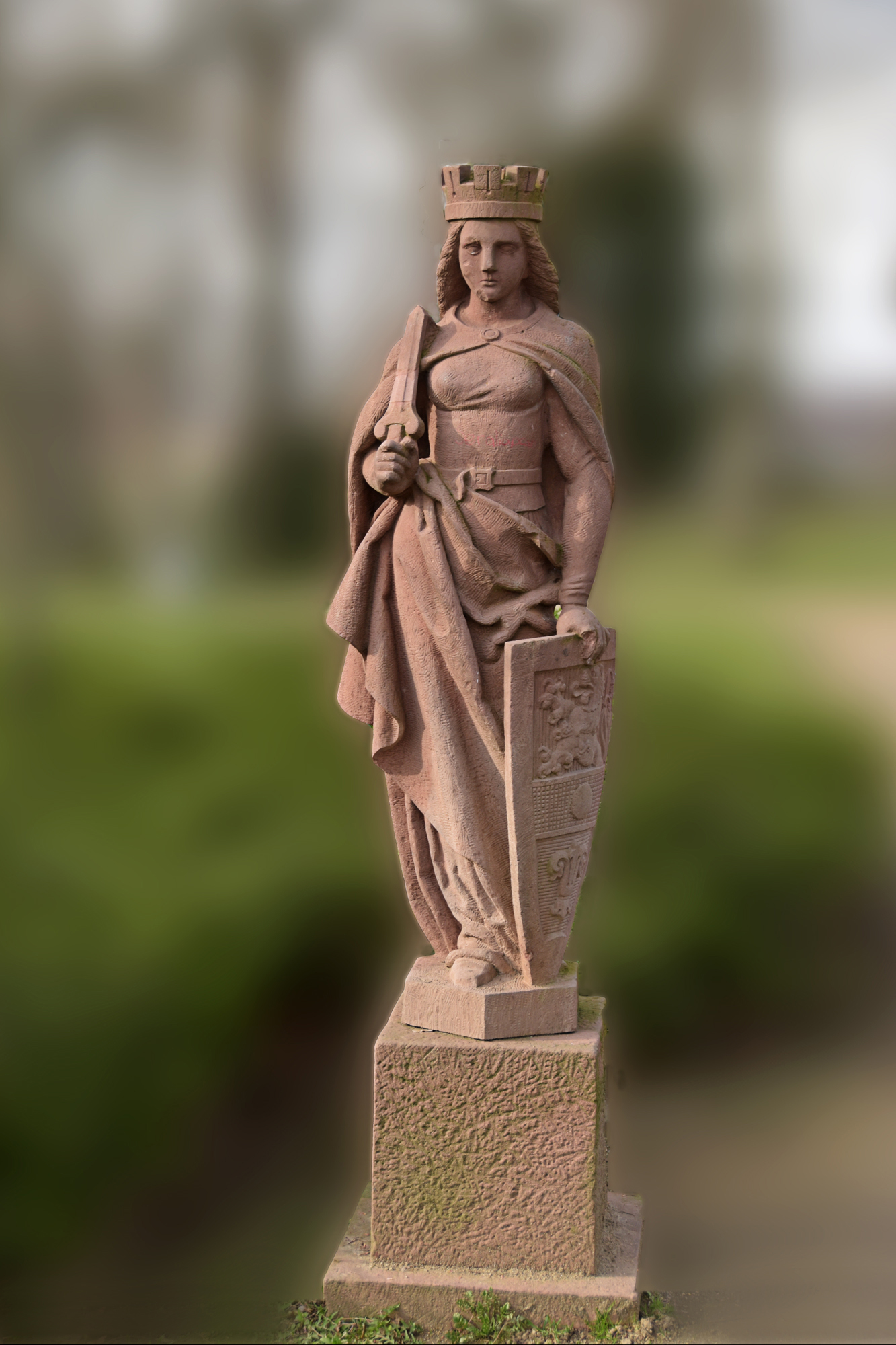
Darmstadtia (2017)